# Sapekhburto K'lubi Samgurali Ts'q'alt'ubo
La Sapekhburto K'lubi Samgurali Ts'q'alt'ubo (in georgiano საფეხბურთო კლუბი სამგურალი წყალტუბო?), meglio nota come Samgurali Ts'q'alt'ubo è una società calcistica georgiana con sede nella città di Tskhaltubo. Milita nella Erovnuli Liga, la massima divisione del campionato georgiano di calcio.

## Storia
Negli anni '80 era la miglior squadra di calcio di Tskhaltubo. Tra il 1983 ed il 1990 con il nome di "Shadrevani" vinse per tre volte il campionato sovietico georgiano, ottenendo anche un secondo e un terzo posto. 
Dal 1990, anno di fondazione della Federazione calcistica della Georgia, che portò alla creazione di un proprio campionato, il quarto posto nella stagione 1993-1994 è ad oggi il miglior risultato del Samgurali in Umaglesi Liga. Dopo la retrocessione in Liga 2 al termine della stagione 2001-2002, rimase in tale campionato fino al 2019, alternandosi a partecipazioni alla Liga 3 in alcune stagioni.
Dopo aver ottenuto la promozione in Erovnuli Liga, nel 2020 il Samgurali ha raggiunto la finale della Coppa di Georgia per la seconda volta, dopo quella del 1999. In finale è stato sconfitto dal Gagra ai calci di rigore per 5-3, dopo lo 0-0 nei tempi regolamentari.

## Palmarès

### Competizioni nazionali
- Erovnuli Liga 2: 1

1996

### Altri piazzamenti
- Coppa di Georgia:

Finalista: 1998-1999, 2020, 2021
- Erovnuli Liga 2:

Secondo posto: 2003-2004, 2020
Terzo posto: 2000-2001